# N-Butanol
n-Butanol (n-butil alkohol, normalni butanol) je primarni alkohol sa četvorougljeničnom strukturom i molekulskom formulom . Njegovi izomeri su izobutanol, 2-butanol, i tert-butanol.
n-Butanol se prirodno javlja kao manje zastupljeni proizvod fermentacije šećera i drugih ugljenih hidrata, i prisutan je u mnogim vrstama hrane i pića. On se takođe koristi kao veštačka aroma, u puteru, kremovima, rumu, viskiju, sladoledu, bombonama, i pecivu. It is also used in a wide range of consumer products.

## Spoljašnje veze
- Internacionalna karta hemijske bezbednosti 0111
- Džepni vodič hemijskih hazarda 0076
- Inicijalni izveštaj o proceni  Organizacije za ekonomsku saradnju i razvoj
- Ekološki zdravstveni kriterijum 65: Butanols: four isomers